# Питтсбургский трамвай
Питтсбургский трамвай — система скоростного пассажирского транспорта в городе Питтсбург, штата Пенсильвания. Питтсбург — один из немногих североамериканских городов, который продолжил использование трамвая в качестве основного вида городского транспорта.

## История
В 1960-х годах в Питтсбурге была одна из самых развитых в США трамвайных систем. В 1980 году началось сооружение современной системы трамвая. Строительство было закончено в 1984 году, тогда же и открыли систему.

## Подвижной состав
В качестве подвижного состава в трамвае используются вагоны производства компании Siemens производства 1985—2004 годов. Вся линия обслуживается одним депо.

## Закрытые линии
В 2011 году была закрыта Коричневая линия трамвая, которая пользовалась низкой популярностью. Она была заменена автобусным маршрутом 46К.

## Перспективы
В 1993 году городская мэрия планировала продлить трамвай в загруженный густонаселённый район Оуклэнд. Станции были возведены и открыты в 2001 году.
В 2012 году были планы пустить систему в район Кренберри, однако пока эти планы не реализованы.